# Kanton Val de Lorraine Sud
Der Kanton Val de Lorraine Sud ist seit 2015 ein französischer Kanton im Arrondissement Nancy, im Département Meurthe-et-Moselle und in der Region Grand Est (bis Ende 2015 Lothringen); sein Hauptort ist Maxéville. 

## Geschichte
Der nordwestlich von Nancy gelegene Kanton entstand bei der Neueinteilung der französischen Kantone im Jahr 2015. Seine Gemeinden kommen alle aus dem aufgelösten Kanton Pompey.

## Gemeinden
Der Kanton besteht aus fünf Gemeinden mit insgesamt 29.568 Einwohnern (Stand: 1. Januar 2022) auf einer Gesamtfläche von 61,34 km²:
| Gemeinde                   | Einwohner 1. Januar 2022 | Fläche km² | Dichte Einw./km² | Code INSEE | Postleitzahl |
| -------------------------- | ------------------------ | ---------- | ---------------- | ---------- | ------------ |
| Champigneulles             | 6.588                    | 23,99      | 275              | 54115      | 54250        |
| Frouard                    | 6.480                    | 12,96      | 500              | 54215      | 54390        |
| Marbache                   | 1.671                    | 10,63      | 157              | 54351      | 54820        |
| Maxéville                  | 10.014                   | 5,63       | 1.779            | 54357      | 54320        |
| Pompey                     | 4.815                    | 8,13       | 592              | 54430      | 54340        |
| Kanton Val de Lorraine Sud | 29.568                   | 61,34      | 482              | 5421       | –            |

## Politik
Im 1. Wahlgang am 22. März 2015 erreichte keines der fünf Wahlpaare die absolute Mehrheit. Bei der Stichwahl am 29. März 2015 gewann das Gespann Patricia Daguerre-Jacque/Laurent Trogrlic (beide PS) gegen Monique Delong/Patrick Niquel (beide FN) mit einem Stimmenanteil von 58,83 % (Wahlbeteiligung: 47,00 %).
| Vertreter im conseil général des Départements | Vertreter im conseil général des Départements | Vertreter im conseil général des Départements |
| Amtszeit                                      | Name                                          | Partei                                        |
| --------------------------------------------- | --------------------------------------------- | --------------------------------------------- |
| 2015–                                         | Patricia Daguerre-Jacque Laurent Trogrlic     | PS                                            |